# 곡절 부호

곡절 부호 또는 서컴플렉스(영어: Circumflex ← 라틴어: circumflexus 키르쿰플렉수스[*])는 다수의 언어에 쓰이는 발음 구별 기호이다.

## 사용예
에스페란토의 Ĉĉ, Ĝĝ, Ĥĥ, Ĵĵ, Ŝŝ에 쓰이는 부호이다.
유니코드를 지원하지 않는 구형 시스템과의 호환을 위해 Cx, Ch 등으로 표기할 수 있다. 에스페란토에서는 이것을 모자(Ĉapelo 차펠로) 라고 한다.

## 사용 문자
- Ââ
- Ĉĉ
- Êê
- Ĝĝ
- Ĥĥ
- Îî
- Ĵĵ
- Ôô
- Ŝŝ
- Ûû
- Ẑẑ

## 같이 보기
- 반대 곡절 부호
- 물결표
- Ʌ